# Udski zaljev
Udski zaljev (rus. Удская губа) je zaljev u Habarovskom kraju, Rusija.

## Geografija
Udski zaljev nalazi se u sjeverozapadnom dijelu Ohotskog mora. Nalazi se zapadno od Šantarskih otoka. U zaljev se ulijeva rijeka Uda. U njega se ulazi između rta Madžalinda (55°17′N 136°07′E / 55.283°N 136.117°E) i rta Malaja Dugandža (54°41′N 136°39′E / 54.683°N 136.650°E), međusobno udaljenih 75 km. Na obalama zaljeva su šume, uglavnom jele. Zatišje i slabi vjetrovi prevladavaju od ožujka ili travnja do lipnja, dok su jugozapadni vjetrovi česti u srpnju i kolovozu. Sjeverozapadnjaci i sjeveroistočne oluje česti su u listopadu i studenom. Tijekom zime prevladavaju sjeverozapadni vjetrovi. Uvala je inače u proljeće i rano ljeto obavijena maglom. Led se obično pojavljuje u zaljevu između studenog i sredine srpnja. Tijekom povoljnih godina led može otići do lipnja, ali nakon jakih zima može ostati tijekom cijele godine. Morske mijene su poludnevne - najveće imaju raspon od 6.1 do 7.3 m, a najmanje do 4.2 m. Plimne struje mogu doseći četiri ili pet čvorova i stvoriti veliki vrtlog između rta Tilski i otoka Medveži.
Sjeverni ogranci gorja Taikan uzdižu se prema unutrašnjosti s južne obale zaljeva.

## Povijest
Između 1852. i 1905. američki i ruski kitolovci krstarili su u potrazi za grenlandskim kitovima u zaljevu. Nazvali su ga Southwest Bay. Neki su s domorocima mijenjali duhan za losose. Bark Louisa iz New Bedforda izvijestila je o čak pedeset brodova na vidiku u zaljevu u jednom trenutku, od kojih je deset kuhalo ulje.
U zaljevu su se zbila tri brodoloma. Bark Ocean Wave (380 tona), New Bedford, pod kapetanom Hiramom Bakerom, i bark Phoenix (323 tone), Nantucket, pod kapetanom Bethuelom Giffordom Handyjem, oba su potopljena u oluji u noći 11. listopada 1858. Prvi je izgubljen sa svim rukama na jednoj od stijena Sivuči Kamni, dok je drugi izbačen na obalu na otoku Medveži. Nakon što su proveli zimu na obali, kapetan Handy i njegova posada spašeni su sljedećeg proljeća. Dana 18. rujna 1864. brod Mary (287 tona) iz New Bedforda razbio se u zaljevu Severo-Vostočnaja Gavan, na sjevernoj strani zaljeva, tijekom olujnog udara. Njezin kapetan, Edwin P. Thompson, otputovao je u rusku stanicu za lov na kitove Mamga u Tugurskom zaljevu, gdje je prodana na aukciji za između 970 i 1100 dolara Ottu Wilhelmu Lindholmu. Drugi časnik i četiri čovjeka čuvali su olupinu tijekom zime, a sljedećeg proljeća Lindholm je spasio što je mogao prije nego što ju je zapalio.
Ruske škune i posade čamaca iz Tugura i Mamge također su krstarile u zaljevu od 1863. do 1874.

## Divlje životinje
U proljeće i ljeto beluge okupljaju se na vrhu zaljeva Uda kako bi se hranili ribom koja se mrijesti u estuarijima rijeka Uda i Torom, dok se ljeti i u jesen ovamo dolaze hraniti i grenlandski kitovi.

## Vanjske poveznice
|  | Zajednički poslužitelj ima još gradiva o temi Udski zaljev |